# Valrío
Valrío es un pueblo español situado en el centro del término municipal de Guijo de Galisteo, en la provincia de Cáceres. Fue fundado en el año 1968 como poblado de colonización y el pasado año 2018 celebró su 50 aniversario.

## Demografía
Sus datos de población han sido los siguientes:
- 2005: 329 habitantes
- 2008: 377 habitantes
- 2011: 386 habitantes
- 2014: 371 habitantes

## Patrimonio
Iglesia parroquial católica bajo la advocación de San Francisco Javier, a cargo del párroco de Villanueva de la Sierra, en la diócesis de Coria. Edificio construido en 1969.

## Festividades
En Valrío se celebran las siguientes fiestas locales:
- Romería de la Virgen de Fátima celebrada el cuarto fin de semana después del domingo santo.
- Fiestas de julio (último fin de semana de julio)
- San Francisco Javier (3 de diciembre)